# Irfan Fandi
Irfan bin Fandi Ahmad (* 13. August 1997 in Singapur) ist ein singapurisch-südafrikanischer Fußballspieler.

## Karriere

### Verein
Irfan begann seine Karriere an der National Football Academy in Singapur. 2013 wurde Irfan als einer der 20 besten südostasiatischen Rising Stars von Goal.com ausgezeichnet. 2014 wurde er zu einem der 40 besten Nachwuchstalente von The Guardian im Weltfußball gekürt. Im März 2013 hatten Irfan und der jüngere Bruder Ikhsan Fandi die Gelegenheit, ihren ersten Auslandseinsatz bei Hércules Alicante, einem professionellen Verein der spanischen Zweiten Liga, zu absolvieren. Letztendlich konnte das Paar jedoch keine Verträge mit dem Club abschließen, da es Probleme mit Visa gab. Irfan und Ikhsan verließen den Verein, nachdem Verträge nicht unterschrieben werden konnten. 2014 unterschrieben Irfan und Ikhsan einen Vertrag beim chilenischen Team AC Barnechea, einem Verein, der in der Primera División spielte. Anschließend schlossen sie sich dem chilenischen Primera División-Club CD Universidad Católica an. Ihr Aufenthalt in Chile wurde von der CIMB Bank gesponsert. Dies war der erste Versuch des Bankinstituts, Sporttalente im Fußball zu fördern. Im Juni 2016 wechselte er für 6 Monate nach Singapur und schloss sich dem Young Lions an. In neun Spielen der S. League schoss er zwei Tore. Zusammen mit seinem Bruder ging er Anfang 2016 zum ebenfalls in der S. League spielenden Home United. Nach 20 Spielen und fünf Toren kehrte er 2018 zu seinem ehemaligen Verein Young Lions FC zurück. 2019 wechselte er nach Thailand und unterschrieb einen Vertrag beim Zweitligisten BG Pathum United FC. Die Saison 2019 wurde er mit BG Meister der zweiten Liga und stieg somit in die erste Liga auf. Nach einer überragenden Saison 2020/21 wurde BG am 24. Spieltag mit 19 Punkten Vorsprung thailändischer Fußballmeister. Am 1. September 2021 gewann er mit BG den Thailand Champions Cup. Das Spiel gegen den FA-Cup-Gewinner Chiangrai United im 700th Anniversary Stadium in Chiangmai gewann man mit 1:0. Am Ende der Saison 2021/22 feierte er mit dem Verein die Vizemeisterschaft. Am 6. August 2022 gewann er mit BG den Thailand Champions Cup. Das Spiel gegen Buriram United im 80th Birthday Stadium in Nakhon Ratchasima gewann man mit 3:2. Am 20. Mai 2023 stand BG das Endspiel des Thai League Cup. Das Finale wurde gegen Buriram United mit 2:0 verloren. Nach insgesamt 97 Ligaspielen, in denen er acht Tore erzielte, wechselte er im Juni 2024 zum ebenfalls in der ersten Liga spielenden Port FC.

### Nationalmannschaft
2015 spielte Irfan bin Fandi Ahmad sechsmal in der singapurischen U22-Nationalmannschaft. 2014 bis 2016 trug er 32 Mal das Trikot der U23–Nationalmannschaft. Seit 2016 spielt er für die Nationalmannschaft von Singapur.

## Erfolge
BG Pathum United FC
- Thailändischer Meister: 2020/21
- Thailändischer Vizemeister: 2021/22
- Thailändischer Zweitligameister: 2019  ▲
- Thailändischer Supercup-Sieger: 2021, 2022
- Thailändischer Ligapokalfinalist: 2022/23